# Pileanthus vernicosus
Pileanthus vernicosus là một loài thực vật có hoa trong Họ Đào kim nương. Loài này được F.Muell. miêu tả khoa học đầu tiên năm 1859.